# Lee Krasner
Lee Krasner (ur. 27 października 1908 w Nowym Jorku, zm. 19 czerwca 1984 tamże) – amerykańska malarka, przedstawicielka ekspresjonizmu abstrakcyjnego.
Urodziła się w nowojorskim Brooklynie. Studiowała pod kierunkiem Hansa Hofmanna, który zaznajomił ją z dziełami Picassa, Matisse'a i innych europejskich abstrakcjonistów. Pomogło to Krasner ukierunkować się ku geometrycznej abstrakcji. Swe prace zaczęła wystawiać w latach 40., przyczyniając się do powstania ruchu ekspresjonizmu abstrakcyjnego. 
W 1944 poślubiła Jacksona Pollocka, głównego przedstawiciela tego samego nurtu artystycznego.
W 1985, zgodnie z ostatnią wolą Lee Krasner, powstała fundacja The Pollock-Krasner Foundation, wspierająca młodych, utalentowanych artystów.
Z końcem 1984 r., nowojorskie Muzeum Sztuki Nowoczesnej MoMA otworzyło retrospekcyjną wystawę Krasner, która umocniła status artystki jako pionierki ekspresjonizmu abstrakcyjnego.
W 2003 r. jej obraz "Celebrations" z 1960 r. został zakupiony przez Cleveland Museum of Art za rekordową dla artystki kwotę 1.911.500,00 dolarów. W 2008 r. sprzedany na aukcji przez Sothesby's obraz "Polar Stamped" ustanowił nowy rekord sprzedaży za dzieło Krasner.